# Braum's
A Braum's Inc. é uma cadeia americana de sorveterias e restaurantes de fast food. Com sede em Oklahoma City, Oklahoma, a Braum's foi fundada em 1968 por William Henry “Bill” Braum em Oklahoma City. A empresa opera mais de 300 restaurantes em 5 estados, principalmente no sul dos Estados Unidos, nomeadamente nos estados de Oklahoma e Texas.

## História

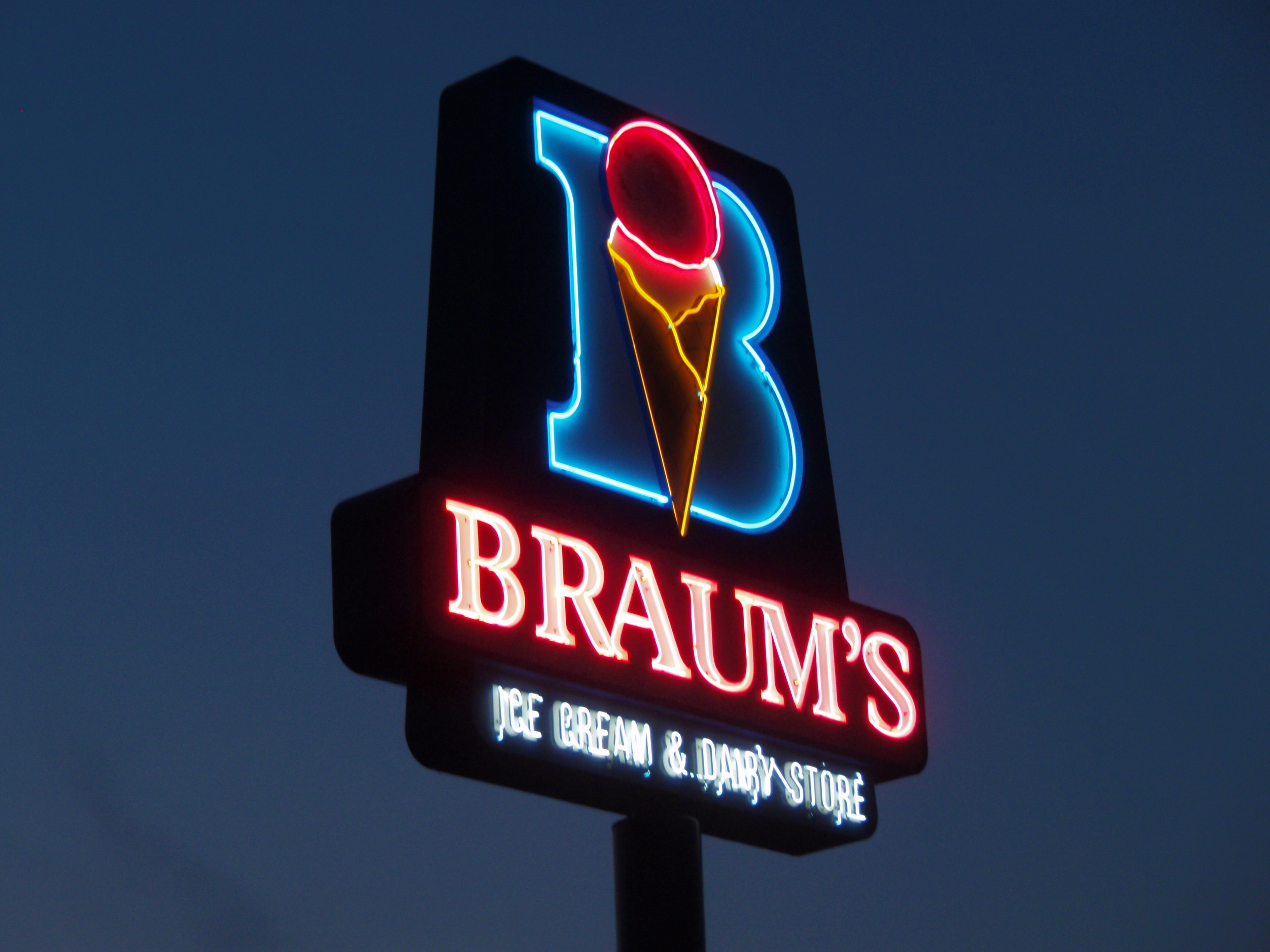
Um letreiro de neon caraterístico da Braum's no Kansas

Em 1957, William Henry “Bill” Braum (1928-2020) adquiriu a empresa de transformação de sorvetes da sua família, sediada em Emporia, no Kansas, bem como a sua cadeia de venda de sorvetes a retalho “Peter Pan”; dez anos mais tarde, as lojas Peter Pan foram vendidas, sob a condição de a família Braum não vender sorvetes no Kansas durante dez anos.
Tendo mantido o rebanho leiteiro da família e o negócio de transformação de gelados, Braum e a sua mulher Mary iniciaram a cadeia Braum's em 1968 em Oklahoma City, abrindo 24 lojas em Oklahoma durante o primeiro ano. A Braum's trouxe produtos da sua sede em Emporia para Oklahoma durante os primeiros anos, abrindo mais tarde instalações em Oklahoma e transferindo o rebanho para lá em 1975.
A Braum's apresentou uma série de anúncios televisivos de Ernest P. Worrell na década de 1980.

## Lojas
Para manter o frescor de seus produtos, a empresa não abre lojas fora de um raio de 483 km (300 milhas) da sua quinta em Tuttle, Oklahoma. Em 2017, existiam quase 300 lojas em funcionamento, com 128 lojas em Oklahoma, 99 no Texas, 27 no Kansas e 13 no Arkansas e Missouri.

## Produtos
Os restaurantes servem sorvetes, iogurte congelado, hambúrgueres, sanduíches, saladas e produtos para o pequeno-almoço. As lojas também incluem uma secção de mercearia denominada “Fresh Market”, com produtos lácteos, produtos de padaria, bebidas, entradas congeladas, carnes e produtos agrícolas.
A Braum's distingue-se pelo seu nível de integração vertical. Quase todos os produtos alimentares vendidos na Braum's são transformados ou fabricados diretamente pela empresa; a Braum's possui a sua própria fábrica de rações, rebanho leiteiro, fábrica de transformação de lacticínios, padaria, lojas e caminhões de entrega. Também possui oito quintas e ranchos com uma área total de 40 000 acres (160 km2), bem como a sua principal exploração leiteira em Tuttle, Oklahoma. A quinta de lacticínios tem horários específicos durante os quais está aberta para visitas públicas e é um destino popular para visitas de estudo escolares. A Braum's descreve-se como o único grande fabricante de sorvetes que ainda ordenha as suas próprias vacas. Também produz as embalagens utilizadas para os seus produtos lácteos.

### Leite A2
A Braum's Family Farm é o lar do maior rebanho leiteiro de leite A2 dos Estados Unidos. A1 e A2 são variantes genéticas da proteína beta-caseína do leite. A maior parte do leite de vaca é A1. O leite que não é de vaca, incluindo o de búfala, camelo, burro, cabra, ovelha, iaque e até de mães humanas é majoritariamente A2, o que limita a exposição a “alergias à proteína do leite de vaca, incluindo a intolerância à lactose”. Foram necessários mais de 12 anos para criar o efetivo A2. Com o rebanho A2 estabelecido, a Braum's está agora a produzir apenas leite A2 para venda nas suas próprias lojas Braum's.